# Referendum in Litauen 2019
Das Referendum in Litauen 2019 zu zwei verfassungsrechtlichen Fragen  Litauens fand am 12. Mai 2019 statt.
Die vorzeitige Stimmenabgabe war möglich die ganze Arbeitswoche schon ab dem 6. Mai 2019.
Die zentrale Frage war der Erhalt der Litauischen Staatsangehörigkeit beim Erwerb einer ausländischen Staatsbürgerschaft. Am Referendum nahmen mehr als die Hälfte der berechtigten Wähler, jedoch reichte die Bürgerzahl, die für die sog. Doppelte Staatsangehörigkeit stimmten, für die verfassungskonforme Annahme des entsprechenden Verfassungsgesetzes nicht.
Ein zweites Referendum behandelte den Vorschlag die Sitze im litauischen Parlament von 141 auf 121 zu verringern, was trotz einer Dreiviertel-Befürwortung an zu geringer Wahlbeteiligung (knapp 48 Prozent statt der erforderlichen 50 Prozent) scheiterte.